# Сент-Обин, Эдвард
Э́двард Се́нт-О́бин (род. 14 января 1960 года, Лондон,  Великобритания) — английский писатель и журналист. Он является автором восьми романов. В 2006 году его роман Материнское молоко был номинирован на премию Букера.

## Личная жизнь
Сент-Обин родился в Лондоне и вырос во Франции, где у его семьи был дом. Его отец, Роджер, наполовину шотландец по происхождению, бывший солдат и, затем, хирург. Его мать, Лорна, происходила из богатой американской семьи, живущей в Цинциннати. Сент-Обин описал несчастное детство, в котором он был неоднократно изнасилован отцом в возрасте от пяти до восьми лет при пособничестве своей матери.
Он посещал Вестминстерскую школу и в 1979 году поступил в Кэбл-колледж, Оксфорд, где изучал английский язык и литературу. К этому времени он уже был героиновым наркоманом. В возрасте двадцати пяти лет Сент-Обин обратился за психотерапевтической помощью; впоследствии он стал профессиональным писателем.
Эдвард Сент-Обин имеет двух детей и живёт в Лондоне. Он был некоторое время женат на писательнице Никола Шульман (en:Nicola Shulman).

## Публикации
- Never Mind (неопр.). — Picador USA[англ.], 1992. — ISBN 9781447202936.
- Bad News (неопр.). — Picador USA[англ.], 1992. — ISBN 9781447202950.
- Some Hope (неопр.). — Heinemann, 1994.
- On The Edge (неопр.). — Chatto & Windus[англ.], 1998. — ISBN 978-1447253563.
- A Clue to the Exit (неопр.). — Chatto & Windus[англ.], 2000. — ISBN 0701169605.
- Some Hope: A Trilogy (неопр.). — Grove Press, Open City Books, 2003. — ISBN 1890447366.
- Mother's Milk (неопр.). — Grove Press, Open City Books, 2005. — ISBN 978-1890447403.
- At Last (неопр.). — Farrar, Straus and Giroux[англ.], 2012. — ISBN 978-0374298890.
- Lost for Words (неопр.). — Farrar, Straus and Giroux[англ.], 2014. — ISBN 9780374280291.
- Dunbar (неопр.). — Hogarth Press[англ.], 2017. — ISBN 9781101904282.
- Double Blind. - Harvill Secker. 2021. ISBN 9781787300255

### Серия Патрик Мелроуз
- Ничего страшного,1992
- Плохая новость, 1992
- Робкая надежда, 1994
- Молоко матери, 2005
- Подведя итог, 2012

## Награды и почётные звания
- 1992 — премия Бетти Траск, победитель — роман Не думай
- 1998 — премия «Хранитель фантастики», номинирован роман На краю
- 2006 — Букеровской премии, номинирован роман Материнское молоко
- 2007 — Гран-при Фемина Етрангер, победитель — роман Молоко матери
- 2007 — премия по литературе «Шоу Южного Берега», победитель — роман Материнское молоко
- 2014 — Bollinger Everyman Wodehouse Prize, победитель — роман Потерян для слов